# Mariä Geburt (Schwarzenacker)

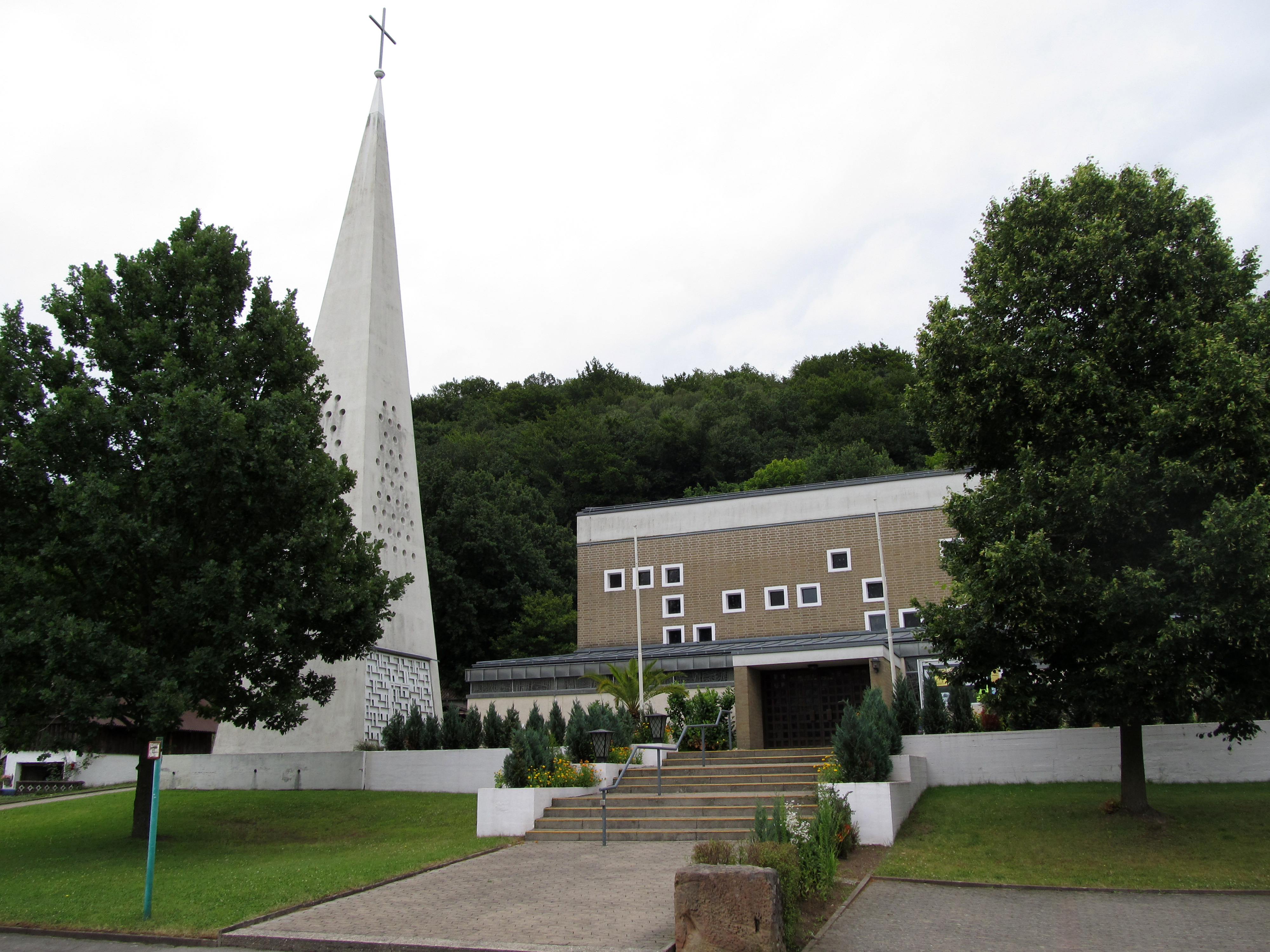
Die katholische Kirche Mariä Geburt in Schwarzenacker

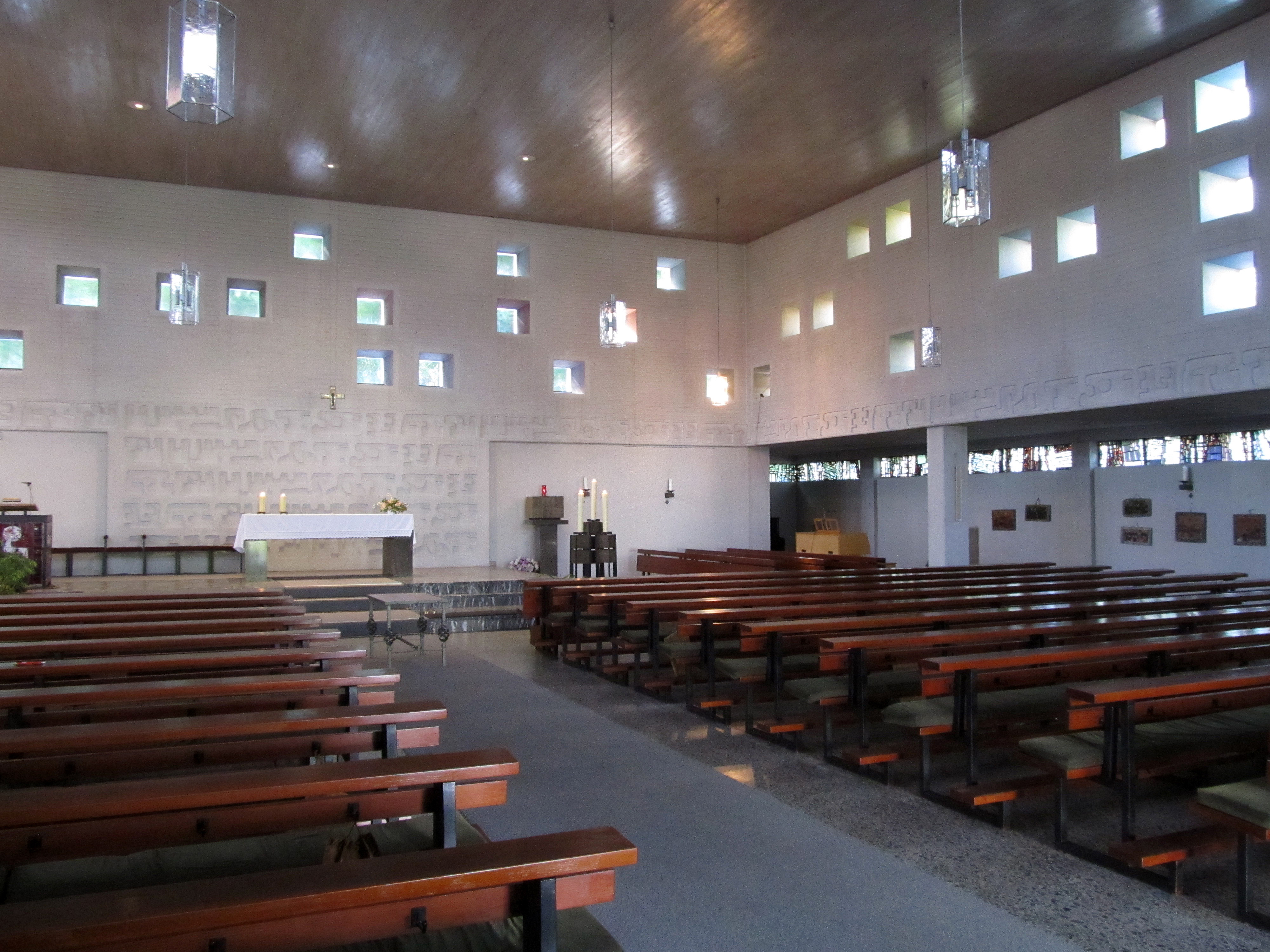
Blick ins Innere der Kirche

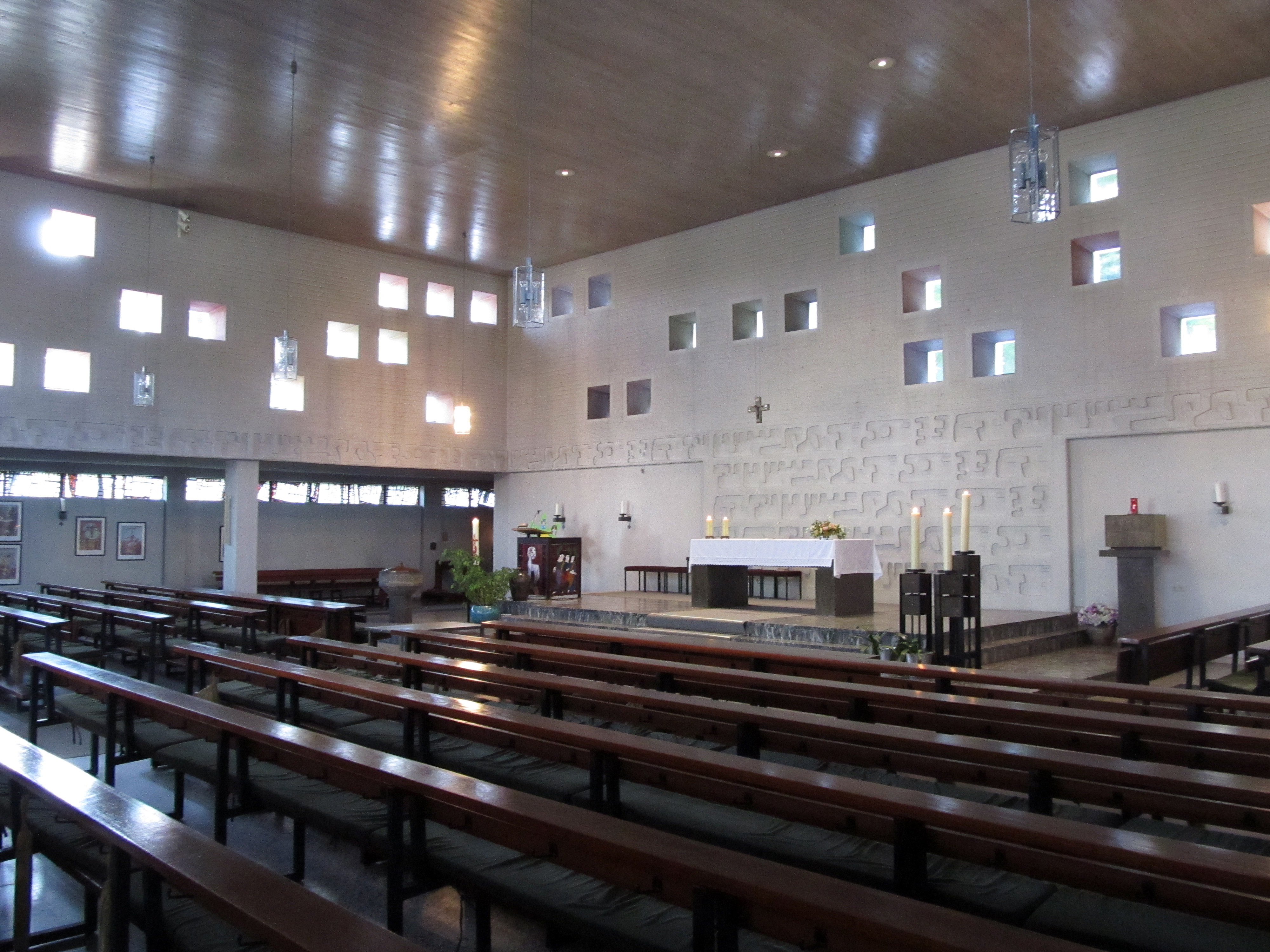
Weitere Innenansicht

Die Kirche Mariä Geburt ist eine katholische Kirche in Schwarzenacker, einem Stadtteil von Homburg, der Kreisstadt des saarländischen Saarpfalz-Kreises. Das Gotteshaus ist Kirche der Kuratie Maria Geburt, die die Homburger Stadtteile Schwarzenacker, Schwarzenbach, Einöd, Wörschweiler und Ingweiler umfasst, und ist der Gottesmutter zu ihrer Geburt geweiht bzw. gewidmet. Patrozinium ist das Fest Mariä Geburt am 8. September. In der Denkmalliste des Saarlandes ist die Kirche als Einzeldenkmal aufgeführt.

## Geschichte
Die Geschichte der Kuratie Maria Geburt lässt sich bis zum Bau des Klosters Wörschweiler im 12. Jahrhundert zurückverfolgen.
Die Katholiken des Ortes Schwarzenacker gehörten seit 1922 als Filialgemeinde zur Pfarrei Bierbach. Ende der 1950er Jahre kam in Schwarzenacker der Wunsch nach einer eigenen Kirche auf. Diese wurde in den Jahren 1960 bis 1962 nach Plänen von W. Focht, Regbaum und G. Helfrich erbaut. Bis zum Tod des Bierbacher Pfarrers Riedel im Jahr 1970 wurde Schwarzenacker aber weiterhin von der Bierbacher Pfarrei Herz Jesu aus mitbetreut. Erst danach wurde die Kuratie Maria Geburt eingerichtet.
Das Kirchengebäude wurde 1995 einer Restaurierung unterzogen, die der Architekt Diözesan-Baumeister Heinrich Hartmann (Speyer) leitete.
Die Kuratie Maria Geburt bildet seit Oktober 2006 mit den Pfarreien St. Fronleichnam in Homburg und Mariä Himmelfahrt in Kirrberg eine Pfarreiengemeinschaft.

## Architektur und Ausstattung
Das Kirchengebäude ist modern gestaltet. Der Baukörper ist quaderförmig mit einem niedrigeren komplett umlaufenden Gang. Etwas abseits des eigentlichen Kirchenbaus steht der Glockenturm mit seiner charakteristischen Pyramidenform. Im Inneren der Kirche sind die Wände im oberen Bereich durch kleine, eckige Fensternischen gestaltet. Auf der linken Seite befindet sich eine Marienkapelle.
Im Turm befindet sich eine Glocke aus dem Jahr 1756 von Christoph Klein, die als Einzeldenkmal aufgeführt ist.
Zur Ausstattung der Kirche gehört ein Misereor-Kreuzweg des Architekten, Bildhauers und Friedensnobelpreisträgers Adolfo Maria Pérez Esquivel (Buenos Aires/Argentinien) und eine Marienstatue in der Marienkapelle. Karin Kremer (Heckendalheim) zeichnete 1995 für die Neugestaltung der Fensternischen durch Pastelltöne verantwortlich, sowie im gleichen Jahr auch für die Wandgestaltung und die Neugestaltung des Marienaltars.